# Acutaspis perseae
Acutaspis perseae är en insektsart som först beskrevs av Comstock 1881.  Acutaspis perseae ingår i släktet Acutaspis och familjen pansarsköldlöss. Inga underarter finns listade i Catalogue of Life.